# Sverre Pedersen
Sverre Pedersen, född 4 augusti 1882, död 1971, var en norsk arkitekt. Han var bror till metallurgen Harald Pedersen.
Pedersen blev 1920 professor i byggnadskonst vid Norges tekniske høgskole i Trondheim. Som utövande arkitekt har Pedersen särskilt gjort sig känd genom sina stadsplaner för Trondheim (1913), Kongsvinger, Lillehammer med flera städer.  Åren 1940–1945 var han ledare för Brente steders regulering.